# La Prison des démons
La Prison des démons (titre original : Keys to the Demon Prison) est le cinquième et dernier tome de la série Fablehaven écrit par Brandon Mull.

## Résumé
Le cinquième tome commence par la venue de Seth dans la grotte de Graulas. La vision du démon agonisant donne à Seth le sentiment de la pitié. Graulas se meurt dans d'atroces souffrance, bien que dans les autres tomes il était soumis à la torture de la mort, son état a empiré. Il demande alors à Seth une faveur inespérée ; si le garçon parvient à reprendre les Sables de Guérison des mains de la Société de l'Etoile du Soir, il devait venir dans la grotte pour soigner le vieux démon. Le garçon, aveuglé par la gentillesse vile de Graulas, accepte la demande.
Kendra et Seth sont en route pour le désert de l'Obsidienne situé en Australie. La mission est simple : le frère et la sœur, accompagnés de Trask, Tanu, Elise, Mara et d'un inconnu prénommé Vincent doivent rentrer dans la Pierre du Rêve, monolithe d'obsidienne incassable, afin d'y prendre le translocalisateur, l'un des cinq artefacts. Dès leur arrivée, ils sont trahis par l'aborigène Camira qui était de mèche avec la Société, et par son frère Berrigan à la différence que lui était sous l'emprise d'un narcoblix. Laura, la gardienne de la réserve australienne, tue Camira et Tanu immobilise Berrigan. Les chevaliers de l'aube accompagnés des deux aborigènes s'enfuient en direction de la Pierre de Rêve, poursuivis par une horde de morts-vivants, de Torina, l'ancienne geôlière de Kendra, et de l'assassin gris.